# Jean-Pierre Lapaire
Pour les articles homonymes, voir Lapaire.
Jean-Pierre Lapaire, né le 20 mars 1942 à Paris, est un homme politique français.

## Détail des fonctions et des mandats
- 23 juin 1988 - 1er avril 1993 : Député de la 3e circonscription du Loiret